# Khalid Mahmood
Khalid Mahmood é um político britânico do Partido Trabalhista, tem sido membro do parlamento para Birmingham Perry Barr desde 2001.